# Parti congolais du travail
Pour les articles homonymes, voir PCT.

Drapeau du Parti congolais du travail.

Le Parti congolais du travail (PCT) est un parti politique congolais fondé en 1969 par Marien Ngouabi. D'obédience marxiste-léniniste à l’origine, et parti unique sous le régime de la République populaire du Congo, l'idéologie communiste a été abandonnée à la chute de l'URSS, pour adopter une ligne officiellement proche du socialisme démocratique.
Il est le parti unique au pouvoir à partir de 1968 sous le régime de la République populaire du Congo, dirigée successivement par Marien Ngouabi, Joachim Yhombi-Opango puis Denis Sassou-Nguesso. Il perd le pouvoir lors de la transition démocratique (passage de la République populaire du Congo communiste à la République du Congo multipartite en 1992), mais reprend les rênes du pays après avoir gagné la guerre civile du Congo-Brazzaville en 1997. Il est reconduit au pouvoir suprême par les élections de 2002, 2009, 2016, et 2021.
Alice Mahoungou y siège au comité central entre 1972 et 1991. Il en est de même pour Jean-François Obembé dans les années 1980.
Denis Sassou-Nguesso, membre historique du PCT, est président de la République de 1979 à 1992, puis de nouveau à partir de 1997 et réélu à chaque élection depuis lors.

## Résultats électoraux
Aux élections législatives de 1973, 1979, 1984, et 1989, son statut de seul parti politique autorisé lui permet de remporter 100 % des sièges de l'Assemblée nationale.
En 1992, le parti passe dans l'opposition pour la première fois de son histoire en ne remportant que 18 des 125 sièges (14 % environ) de l'Assemblée nationale, ce qui le place en troisième position des forces politiques du pays. Cette chute fait suite à l'ouverture démocratique du pays.
En 1993, moins d'un an plus tard, il obtient des résultats similaires en remportant 15 des 101 sièges (15 % environ).
En 2002 (en), le parti remporte 53 des 137 sièges de l'Assemblée nationale, soit environ 35 %, et forme une coalition gouvernementale.
En 2007, le parti remporte 47 des 137 sièges de l'Assemblée nationale, soit environ 34 %, et forme une coalition gouvernementale.
En 2012, le parti remporte 89 des 139 sièges de l'Assemblée nationale, soit environ 64 % (majorité absolue).
En 2017, le parti remporte 90 des 151 sièges de l'Assemblée nationale, soit environ 60 % (majorité absolue).
En 2022, le parti remporte 112 des 151 sièges de l'Assemblée nationale, soit environ 74 % (majorité absolue).

## Les femmes du parti
La section féminine du parti est particulièrement dynamique depuis l'accession au pouvoir de 8 femmes dans le gouvernement Clément Mouamba.
Parmi les plus présentes, on peut compter Françoise Kythouca, membre du Comité central du PCT et membre du Conseil central de l’Organisation des femmes du Congo. Inès Nefer Bertille Ingani qui préside la cellule de Moungali (Brazzaville) et a représenté le parti en Chine sur invitation du Parti communiste chinois, durant lequel elle a fait un exposé concernant l'évolution de la condition de la femme au Congo. Et Antoinette Kébi-Mounkala, Secrétaire exécutive nationale par interim de l'Organisation des Femmes du Congo (OFC), qui est l'organisation des femmes du parti de 2019 à 2020 et Secrétaire exécutive permanente du Conseil consultatif de la femme du Congo.
En 2012, l'écrivaine Eugénie Mouayini Opou est candidate sans succès aux élections législatives à Ignié, sur la RN2.